# Auguste Möder
Auguste Möder (* 2. März 1830 in Eisenach; † 15. Oktober 1897 ebenda) war eine deutsche Pädagogin und Schriftstellerin.

## Leben
Sophie Karoline Auguste war das älteste von sieben Kindern des Bauinspektors Friedrich Christian Möder und dessen Ehefrau Christiane Therese Möder, geb. Harnisch. Sie besuchte die Mädchenschule der Charlotte Hoße und absolvierte 1854 in Dresden an der Bildungsanstalt Dr. Marquardt eine Lehrerinnenausbildung. Danach ging sie als Erzieherin an das Londoner Miss Bryan's College. Dort leitete sie für ein Jahr (1856/1857) eine Schule und gründete einen Kindergarten. Ferner publizierte sie pädagogische Aufsätze in englischen Zeitschriften. Nach einem kurzen Aufenthalt in Paris kehrte Auguste Möder nach Eisenach zurück und legte dort 1858 die Prüfung zur Schulvorsteherin ab. Noch im gleichen Jahr übernahm sie die Bildungseinrichtung ihrer einstigen Lehrerin Charlotte Hoße,

„…aus der sie ihre eigene Lehr- und Erziehungsanstalt entwickelte. Diese umfaßte zunächst ein Pensionat, verbunden mit 'Fortbildungsklassen'. Mit der steigenden Zahl der Tagesschülerinnen und Pensionärinnen … machte sich jedoch bald die Einführung von Schulklassen für mehrere Altersstufen nötig. Auguste Möder baute mehr und mehr die Anstalt zu einem wie eine Schule gegliederten Ganzen auf … Das bekannte Mädchenbuch Der Trotzkopf … schildert anschaulich das Leben in dieser Einrichtung. Else Wildhagen, die Tochter der Autorin Emmy von Rhoden … besuchte die Schule als Tagesschülerin.“

Neben dem Mädchenpensionat (Beiname Möderei) übernahm Möder 1858 den Kindergarten, den fortan Julie Traberth leitete. Die Möderei wurde 1867 zu einer Höheren Töchterschule mit bis zu 2.000 in- und ausländischen Schülern höherer sozialer Schichten.

## Leistungen
Als Schulleiterin und Lehrerin wurde ihr schnell der Mangel an geeigneten Schulfestspielen bewusst. Daher verfasste sie mehrere dramatische Jugend- sowie Märchenspiele, die sich großer Beliebtheit, weit über Eisenach hinaus, erfreuten. Ferner engagierte sich Auguste Möder gemeinsam mit den befreundeten Frauen Eleonore Heerwart und Julie Traberth für die Pädagogik Friedrich Fröbels und die praktische Umsetzung in den von ihr geführten Einrichtungen. Sie veranstaltete Kurse, in denen sie Müttern und Kindergärtnerinnen die Ideen Fröbels vermittelte. Möder gehörte zum Kreis der Freunde Fröbelscher Erziehungsgrundsätze und war so mitbeteiligt an der Gründung des Fröbelvereins für Thüringen (1859), aus dem später der Deutsche Fröbelverband hervorging. Ferner war sie Mitbegründerin des Allgemeinen Internationalen Kindergärtnerinnen-Vereins und gehörte zu den Gründern der Verbandszeitschrift Kindergarten, eine der ersten Fachzeitschriften für den Kindergarten.

## Werke (Auswahl)
- Die Verwunschene. Das Rosenwunder der heiligen Elisabeth, Kassel 1879
- Dornröschen. Märchendichtung, Eisenach 1891
- Grete. Märchendichtung in drei Teilen, Eisenach 1894
- Frühlings Streit mit dem Winter, Eisenach 1896
- Gedichte (Hrsg.: Eleonore Heerwart und Elizabeth S. Wood), Eisenach 1898